# Chan Calotmul
Chan Calotmul es una localidad del municipio de Peto en Yucatán, México.

## Toponimia
El nombre (Chan Calotmul)  proviene del idioma maya..

## Localización
La población de Chan Calotmul se encuentra al este de Peto.

## Datos históricos
- En 1995 cambia de nombre de Calotmul a Chan Calotmul.

## Demografía
Según el censo de 2005 realizado por el INEGI, la población de la localidad era de 69 habitantes, de los cuales 33 eran hombres y 36 eran mujeres.
| 15                          | ? | ? | 14 | ? | 25 | 0 | 76 | 96 | 102 | 90 | 88 | 69 |
| (Fuente: INEGI [Consultar]) |   |   |    |   |    |   |    |    |     |    |    |    |